# Nickiesha Wilson
Nickiesha Wilson (* 28. Juli 1986 in Kingston) ist eine ehemalige jamaikanische Hürdenläuferin, die sich auf die 400-Meter-Distanz spezialisiert hat.

## Sportliche Laufbahn
Erste internationale Erfahrungen sammelte Nickiesha Wilson bei den CARIFTA-Games 2005 in Bacolet, bei denen sie in 57,38 s die Silbermedaille über 400 m Hürden in der U20-Altersklasse gewann. Anschließend siegte sie in 57,40 s bei den Panamerikanischen Juniorenmeisterschaften in Windsor. Im selben Jahr begann sie ein Studium an der Louisiana State University (LSU) und im Jahr darauf belegte sie bei den U23-NACAC-Meisterschaften in Santo Domingo in 13,64 s den fünften Platz im 100-Meter-Hürdenlauf und über 400 m Hürden in 56,77 s die Silbermedaille hinter Josanne Lucas aus Trinidad und Tobago. 2007 nahm sie an den Panamerikanischen Spielen in Rio de Janeiro teil und gewann dort in 54,94 s die Silbermedaille über 400 m Hürden hinter der US-Amerikanerin Sheena Tosta. Anschließend gelangte sie bei den Weltmeisterschaften in Osaka bis ins Finale und klassierte sich dort mit 54,10 s auf dem vierten Platz. Im Jahr darauf siegte sie in 55,78 s über die Hürden bei den U23-NACAC-Meisterschaften in Toluca de Lerdo und siegte in 3:27,46 min auch mit der jamaikanischen 4-mal-400-Meter-Staffel. Anschließend nahm sie an den Olympischen Sommerspielen in Peking teil und schied dort mit 54,67 s im Halbfinale aus. 
2009 siegte sie in 56,95 s über 400 m Hürden bei den Zentralamerika- und Karibikmeisterschaften in Havanna und sicherte sich dort mit der Staffel in 3:34,02 min die Silbermedaille. Anschließend erreichte sie bei den Weltmeisterschaften in Berlin das Semifinale und schied dort mit 54,89 s aus. Im Jahr darauf siegte sie in 55,40 s bei den Zentralamerika- und Karibikspielen in Mayagüez und siegte anschließend mit der nordamerikanischen Staffel in 3:26,37 min beim Continentalcup in Split sowie in 54,52 s auch über 400 m Hürden. Im Oktober startete sie bei den Commonwealth Games in Neu-Delhi und gewann dort in 56,06 s die Bronzemedaille hinter der Nigerianerin Muizat Ajoke Odumosu und Eilidh Doyle aus Schottland. 2011 wurde sie beim Stockholm Galan in 55,80 s Dritte und anschließend schied sie bei den Weltmeisterschaften in Daegu mit 56,58 s im Halbfinale aus. Im Jahr darauf nahm sie erneut an den Olympischen Sommerspielen in London teil und schied dort mit 55,77 s ebenfalls im Halbfinale aus.
2013 erreichte sie bei den Weltmeisterschaften in Moskau das Finale über 400 m Hürden und klassierte sich dort mit 57,34 s auf dem siebten Platz. Im Jahr darauf gewann sie beim Panamerikanischen Sportfestival in Mexiko-Stadt in 56,64 s die Bronzemedaille hinter der Mexikanerin Zudikey Rodríguez und Zurian Hechavarría aus Kuba. 2016 qualifizierte sie sich über 100 m Hürden für die Olympischen Sommerspiele in Rio de Janeiro und schied dort mit 13,14 s im Halbfinale aus. Im Juli 2019 bestritt sie im belgischen Merksem ihren letzten offiziellen Wettkampf und beendete daraufhin ihre aktive sportliche Karriere im Alter von 33 Jahren.
2010 wurde Wilson jamaikanische Meisterin im 400-Meter-Hürdenlauf und 2008 wurde sie NCAA-Collegemeisterin über 400 m Hürden.

## Persönliche Bestzeiten
- 100 m Hürden: 12,79 s (+0,9 m/s), 15. September 2009 in Stettin
  - 60 m Hürden (Halle): 8,01 s, 9. März 2007 in Fayetteville
- 400 m Hürden: 53,97 s, 28. August 2007 in Osaka